# Сима, Хория
Хо́рия Си́ма (рум. Horia Sima; 3 июля 1907 — 25 мая 1993) — румынский политический деятель фашистского толка, второй и последний лидер военизированного фашистского движения «Железная гвардия», созданного по образцу гитлеровских штурмовиков и СС в Румынии. Министр культуры и религии в правительстве Иона Джигурту (в июле 1940 года), заместитель председателя совета министров Иона Антонеску в период «национал-легионерского государства» (1940—1941). Руководитель пронемецкого правительства Румынии в изгнании (1944—1945).
Вдохновитель и организатор легионерского восстания в январе 1941 года против режима кондукэтора Антонеску, в ходе которого «гвардейцы» осуществили еврейские погромы в Бухаресте и Мунтении (крупнейшие в истории Румынии по масштабам и числу жертв). Потерпев поражение в борьбе за власть, вместе с группой соратников бежал в Третий рейх. Затем пытался укрыться в Италии, однако по требованию Германии был экстрадирован и помещён в концлагерь Бухенвальд. В конце войны был освобождён немцами и создал пронемецкое правительство в изгнании, располагавшееся в Вене.
После войны перебрался в Испанию, где продолжал вести политическую деятельность в условиях многочисленных расколов движения. Активно занимался литературной и публицистической деятельностью. Непримиримый критик коммунистического режима в Румынии. Был приговорён к смертной казни коммунистическими властями.

## Начало деятельности. В рядах «Железной гвардии»
Хория Сима родился 3 июля 1907 года около современного города Фэгэраш в Трансильвании, которая была на тот момент частью Австро-Венгрии, в семье директора лицея. Окончил школу имени Раду Негру в Фэгэраше, в 1926 году поступил на факультет литературы и философии Бухарестского университета, был членом совета Национального союза христианских студентов Румынии. Окончив университет, с 1932 года работал школьным учителем в Карансебеше, преподавал логику, латынь и философию. Позже работал учителем в Лугоже и Тимишоаре.
В октябре 1927 года Сима вступил в Железную гвардию и стал главой отделения движения в Банате. В 1930-е годы Сима участвовал в «хождениях Легиона в народ», когда члены Железной гвардии вели пропаганду среди крестьян. В этот период времени руководил работой отделения Легиона в жудеце Северин, с 1935 года — глава отделения в Тимишоаре. Постепенно вошёл в коллективное руководство движением (с весны 1938 года — пятеро человек, включая Симу), в то время как лидер Легиона Корнелиу Зеля Кодряну отбывал тюремное заключение. В августе 1938 года Сима остался единственным высокопоставленным функционером Гвардии, находившимся на свободе, что позволило ему консолидировать контроль над организацией. В том же году по приказу короля Кароля II Кодряну был убит, а по стране прокатилась война убийств членов Железной гвардии.
В начале 1939 года Сима бежал в Третий рейх через Югославию. Вместе с группой румынских политэмигрантов планировал государственный переворот в Румынии, однако немецкая полиция раскрыла заговор, большое число легионеров было арестовано. Летом того же года Сима вернулся в Румынию для подготовки покушения на премьер-министра Румынии Арманда Кэлинеску, которое было успешно осуществлено 21 сентября 1939 года. По утверждению Иона Джигурту, возвращению Симы в страну и его последующей политической карьере способствовал глава тайной королевской полиции «Сигуранца» Михаил Морузов, осведомителем и агентом которого был Сима: тот якобы участвовал в ликвидации Корнелиу Кодряну, затем отправился в Третий рейх с целью шпионажа, «прикрывшись» бегством по политическим мотивам, а по своему возвращению даже выделил средства на дальнейшую работу Сигуранцы. Однако, по мнению современных исследователей, версия Джигурту не соответствует действительности, поскольку именно легионеры впоследствии убили Морузова.
После убийства Калинэску под контроль легионеров перешло румынское государственное радио. В июне 1940 года Сима получил пост статс-секретаря министерства образования в правительстве Георге Тэтэреску, однако проработал там всего шесть дней, а 3 июля 1940 года правительство ушло в отставку. В новом правительстве Иона Джигурту 4 июля 1940 года Сима занял должности министра по делам культуры и религии, а также заместителя статс-секретаря в министерстве общественного образования. В состав правительства также вошли ещё два члена Железной гвардии. Несмотря на то, что Сима подал в отставку через четыре дня, антисемитская линия Гвардии продолжилась на официальном уровне. Так, 9 августа 1940 года были запрещены браки между этническими румынами и евреями, а евреи лишены права на получение образования. 30 августа 1940 года после второго Венского арбитража и передачи Северной Трансильвании в состав Венгрии кабинет Джигурту подал в отставку. Осенью 1940 года Сима подавил оппозицию в рядах движения в лице группы Василе Новяну, который в период немецкой эмиграции Симы руководил Гвардией в Румынии.
В августе 1940 года Железная гвардия под контролем Симы начала готовить государственный переворот против Кароля II в ответ на утрату Северной Трансильвании. Сима и его соратник Николае Петрашеску планировали для свержения власти короля собрать вооружённую армию легионеров, однако участие в путче пожелали принять не более 1000 человек. За поддержкой Сима обратился к германскому правительству, обосновывая свои планы необходимостью создать лояльное странам оси националистическое правительство. Успеха в переговорах с немцами лидер Легиона не добился. Несмотря на это, к сентябрю он подготовил план действий и назначил датой вооружённого выступления 3 сентября 1940 года. В связи с тем, что из 1000 человек, на которых рассчитывал Сима, непосредственно в путче участвовало около 500, переворот пошёл не по плану — легионеры ввязались в перестрелку с полицией в Брашове, Констанце и Бухаресте, однако сломить сопротивление правительственных сил не смогли, в результате чего большая часть путчистов к концу дня сдалась полиции. Несмотря на провал попытки переворота, по стране прокатилась волна протестов против Кароля II, и 4 сентября король назначил на должность премьер-министра Иона Антонеску, что помогло остановить восстание.

## Национал-легионерское государство
6 сентября 1940 года Кароль II отрёкся от престола, уступив трон своему сыну Михаю I, однако фактически власть в стране перешла к генералу Иону Антонеску. Железная гвардия начала тесное сотрудничество с режимом Антонеску. Этот период в истории Румынии стал известен под названием «национал-легионерское государство». Хория Сима стал заместителем премьер-министра в новом правительстве, продолжив также руководить Железной гвардией. В кабинет вошли пять представителей движения, легионеры также возглавляли румынские жудецы. Утрата Бессарабии и Северной Буковины, отошедших к СССР, стали поводом для развязывания «гвардейцами» волны ксенофобии и антисемитизма в стране. Сима подписал несколько распоряжений, которые положили начало серии жестоких еврейских погромов, массовых убийств и конфискации имущества у румынских евреев и политических оппонентов Железной гвардии.
В Румынии шли серьёзные социальные потрясения, начало складываться двоевластие. В этих условиях генерал Антонеску, провозгласивший себя «кондукэтором», утратил расположение к Железной гвардии, взывал Симу к порядку и законопослушному поведению, требовал прекратить назначать встречи с министрами тогда, «когда вздумается легионерам». Сима не получил поддержки и от германского правительства, которое опасалось того, что легионеры попросту не готовы управлять государством.
К концу 1940 года в Румынии сложился серьёзный экономический кризис. В стране наблюдался серьёзный неурожай (потеряно было до 70 процентов посевов от урожая 1939 года), началась гиперинфляция. Ноябрьское землетрясение 1940 года привело к массовым разрушениям в Бухаресте и большому количеству жертв. Правительство «национал-легионерского государства» проявило неспособность справиться с тяжёлой ситуацией в экономике. Козлом отпущения в глазах обычных жителей и части легионеров стал Хория Сима, которого Ион Зеля Кодряну, отец покойного лидера железногвардейцев Корнелиу Зеля Кодряну, объявил «дьяволом, в которого вселился дух Михая Стелеску» — легионера, который был причастен к гибели Кодряну. В ответ Сима отправил группу видных легионеров, выступивших с критикой его руководства, под домашний арест. В числе арестованных были братья покойного Кодряну и их отец. Возмущённые легионеры во главе с отцом Кодряну захватили штаб Железной гвардии в Бухаресте — «Зелёный дом» (рум. Casa Verde) и предприняли попытку путча, ещё одна группа легионеров призвала устранить Симу. Вскоре под давлением легионеров, требовавших признать покойного лидера Железной гвардии невиновным и снять с него обвинения в государственной измене, была проведена эксгумация тела Кодряну.
Конфликт Симы и Антонеску стал предметом внимания Гитлера, который пригласил обоих на встречу в его резиденции Бергхоф. На встрече фюрер Германии планировал добиться нормализации личных отношений между двумя лидерами Румынии, а также обсудить отношения Германии и Румынии. Однако Сима отказался от приглашения, сославшись на боязнь перелётов и опасность одновременного отсутствия в стране двух её лидеров. 14 января 1941 года Антонеску в одиночку встретился с Гитлером, а 17 января, получив его одобрение, разорвал отношения с Симой, опубликовав открытое письмо, в котором лишал Симу всех государственных полномочий и обвинял его в «антинародных действиях». Лидер Железной гвардии воспринял действия от Антонеску как личные оскорбления. Сторонники «капитанула» всё чаще говорили, что Антонеску не имел никакого отношения к легионерам, и твердили о «продажности» генерала. Более того, Сима обвинял Антонеску в том, что тот оставил движение без финансовой поддержки, выдворив несколько финансовых сторонников легионеров из страны по якобы сфабрикованным уголовным делам.
21 января 1941 года Железная гвардия, возмущённая преследованием со стороны Антонеску, подняла бунт, который стал известен как «легионерское восстание» и продлился трое суток. Антонеску, обратившись за помощью к Адольфу Гитлеру, вынудил того выбирать между «кондукэторским» режимом и Железной гвардией. В итоге фюрер оказал поддержку генералу Антонеску, после чего тот успешно разогнал легион. По Бухаресту прокатился погром, в ходе которого легионерами были разрушены синагоги, разграблены дома и магазины евреев: в одну ночь погиб 121 еврей Бухареста, а ещё около 30 были убиты в таких городах, как Плоешти и Констанца. Среди массовых убийств и изнасилований выделялась устроенная легионерами показательная «шхита» над пятью евреями, среди которых была пятилетняя девочка: легионеры вырезали им внутренности и повесили трупы на крюках в бухарестской скотобойне, привязав ярлыки с надписью «кошерное мясо». По словам американского посла в Румынии Франклина Митта Гантера, подобных случаев насчитывалось не менее 60: тела убитых евреев повесили на крюки, а по свидетельствам врачей, с жертв сдирали кожу живьём, о чём свидетельствовало огромное количество пролитой крови.

## Изгнание
В отличие от многих легионеров, которых Антонеску после подавления восстания бросил в тюрьму, Сима сумел этого избежать благодаря тому, что его спрятали немцы — по версии 1-го секретаря полпредства СССР в Королевстве Румыния С. С. Михайлова, германское правительство решило придержать Симу на случай, если правительство Антонеску перестало бы быть для немцев угодным. Сначала Сима прятался в бухарестском штабе СД, потом 23 января 1941 года его перевезли в дом представителя гестапо в Румынии, а затем Сима перебрался в бухарестский дом своей сестры. Позже сотрудники СД вывезли Симу в Брашов и оттуда в Сибиу, переодев для вида в офицера СС. Прибыв в Германию, Сима вместе с группой легионеров был помещён на виллу в Беркенбрюке, где содержался под строгим надзором. Румынский суд 16 июня 1941 года заочно приговорил Симу к 12 годам каторги, окончательно закрыв Симе въезд в страну. В 1942 году Сима бежал в Италию по фальшивому паспорту, однако по требованию Галеаццо Чиано его экстрадировали обратно в Германию. В своём дневнике Чиано отметил, что советовал Бенито Муссолини поскорее выдворить Симу из страны, чтобы не раздражать Антонеску. В Германии Сима и его соратники были заключены в концлагерь Бухенвальд, где содержались в специально выделенном для железногвардейцев секторе с щадящими условиями. В октябре 1943 года румынский суд приговорил Симу уже к пожизненной каторге, пяти годам пребывания в исправительной колонии и штрафу в 10 тысяч румынских леев.
Пока Сима сидел в Бухенвальде, он столкнулся с оппозицией в рядах легионеров, которая, в свою очередь, рассчитывала на поддержку немецкого правительства. Константин Папаначе, статс-секретарь Министерства финансов Румынии в дни существования национал-легионерского государства, называл Симу террористом, который «злоупотреблял своими связями», характеризовал его как недисциплинированного дилетанта, не лишённого инфантилизма. Политические противники обвиняли Симу в том, что именно его действия привели к смерти Кодряну, а попытка Симы взять на себя командование легионом в 1938 году обернулась террором и хаосом. Деятельность Симы во многом привела к расколу Железной гвардии: к 1943 году в немецком Ростоке действовали как минимум три группировки бывших железногвардейцев, без учёта лояльных Симе легионеров.
В 1944 году после переворота в Румынии и ареста Антонеску Сима был освобождён немцами и создал пронемецкое правительство в изгнании, располагавшееся в Вене. В эфире немецкой радиостанции «Радио Дунай» (нем. Radio Donau) Сима вёл пропагандистские передачи, адресованные румынским войскам. Помощь в формировании правительства в изгнании Симе оказывал немецкий дипломат и посол Гюнтер Альтенбург; после капитуляции Третьего рейха лояльное немцам правительство было распущено. Во избежание депортации в Румынию Сима бежал в Альтаусзе по фальшивому паспорту на имя Йозефа Вебера (нем. Josef Weber), откуда перебрался сначала в Париж, а потом во Франкистскую Испанию. Был заочно приговорён судом коммунистической Румынии в 1946 году к смертной казни. В Румынии в розыск был объявлен как сам Сима, так и его жена Эльвира.
В январе 1954 года в легионерском журнале «Вастра» было объявлено об исключении Хории Симы из рядов движения. На 13 страницах издания был опубликован доклад касаемо его личной жизни, в котором упоминалось скандальное событие: 6 ноября 1948 года от имени доктора Мардарие Попинчук пришло письмо, в котором утверждалось, что Сима незаконно усыновил ребёнка бывшего легионера Б., проживавшего во Франции (претензию поддержали мать ребёнка и множество других легионеров). Публикация повлекла очередной раскол в «Гвардии»: из Легиона были исключены многие его члены, поддержавшие Симу, возникла очередная фракция — «Моца-Марин», которую возглавил Овидиу Гэинэ. По данным ЦРУ, Сима в ответ на обвинения намеревался самолично отправиться с диверсионной миссией на территорию Румынии, высадившись над страной с парашютом. В условиях, когда Сима был приговорён к смерти коммунистическими властями, подобная выходка почти наверняка равнялась бы самоубийству.
В эмиграции Сима пытался установить связь с иными антикоммунистическими группами, вписать свою организацию в ряды защитников «свободного мира». Политические позиции Симы и его сторонников, всегда направленные против коммунистической Румынии, звучали со страниц многочисленных книг идеологической направленности, а также ежемесячного журнала «Страна и изгнание» (рум. Țara și Exilul) (как и сочинения Симы, издавался в Испании). Журнал имел читателей в Израиле, Австралии, Германии и США. Усилия Симы имели некоторый успех, поскольку с 1949 года США занимались финансированием спецопераций НАТО по сбросу завербованных ЦРУ железногвардейцев в Румынию с целью проведения диверсий и провокаций. Однако восстановить Железную гвардию в прежнем виде не удавалось: движение раскололось на множество группировок, каждая из которых называла себя подлинными преемниками легионерского движения. После смерти своей жены Эльвиры в 1974 году Сима поселился с другим железногвардейцем, Георге Костой, в Мадриде: доход обоих на жизнь составлял средства от продажи их книг и пожертвования. Сима посещал могилы румынских легионеров, участвовавших в гражданской войне в Испании на стороне франкистов.
В своих трудах Сима обильно критиковал коммунизм как политическое течение, призывал от имени легионерского движения западный мир повлиять на события в Румынии и не дать коммунизму разрушить западную цивилизацию. Так, в сочинении «Голод в Румынии» 1964 года он обвинил румынскую коммунистическую партию в плачевном экономическом положении в Румынии, возлагая на неё ответственность за голод 1946—1947 годов, нехватку молока даже для детей. В 1980 году в Мадриде вышла из печати его книга «Легионерская доктрина» (рум. Doctrina legionară), посвящённая идеологии Легионерского движения. В ней также были представлены философские рассуждения Симы о внутренней свободе как свободе, подлинной по своей природе, в противовес «несуществующей» в чистом виде внешней свободе. Любовь Сима именовал сильнейшей сущностью, преодолевающей биологически-психическую оболочку человека, называл её высшей истиной и «бессмертным „Я“».
Сима умер, по официальным данным, в Мадриде 25 мая 1993 года в возрасте 85 лет. По другой версии, Сима скончался в ночь с 24 на 25 мая 1993 года в Унтермайтингене под Аугсбургом от сердечной недостаточности (смерть констатировал врач-стоматолог Филип Пэунеску, в доме которого якобы находился Сима). Похоронен Сима в местечке Торредембарра недалеко от Барселоны рядом со своей супругой Эльвирой. Похороны прошли тайно, и само место погребения держалось в секрете для того, чтобы не допустить осквернения могилы Симы испанскими коммунистами.
5 декабря 2006 года Апелляционный суд Бухареста частично отменил приговоры, вынесенные коммунистическими властями в отношении Хории Сима, Иона Антонеску и ещё 19 членов румынского правительства по факту сотрудничества всех вышеперечисленных лиц с Нацистской Германией.

## Личная жизнь. Оценки
Женой Симы была Сильвия Флоря (рум. Silvia Florea; 10 февраля 1912 — 15 апреля 1974), уроженка жудеца Бэйца. По профессии она была госслужащей, в сентябре 1944 года с помощью легионеров покинула Румынию и переехала в Испанию. Некоторое время Сильвия была членом румынского Совета по покровительству социальной деятельности, однако после начала изгнания легионеров из совета Сима также вынуждена была оставить своё место под давлением Антонеску. Против неё сфабриковали обвинение в краже драгоценностей и пригрозили военным трибуналом, хотя позже факт сфальсифицированного обвинения вскрылся.
Хория Сима был низкорослым, с густыми чёрными волосами и маленькими живыми глазами. Свою власть считал результатом божественного вмешательства, а деятельность по возрождению Гвардии — священным долгом. По натуре был упорным, жестоким и педантичным человеком. На фоне основателя движения Кодряну фигура Хории Симы не была особо заметной. Он не входил в число его ближайших сподвижников, не выделялся какими-либо заслугами или качествами, хотя был честолюбивым.
Чаще всего деятельность Симы историки рассматривают в контексте влияния Германии на Румынию во время Второй мировой войны. Сима и Антонеску ненавидели друг друга. Сима считал, что Антонеску и правительственные служащие погрязли в коррупции за время правления Кароля II. Фигура Симы пользовалась определённым доверием со стороны СС, а также компаний, финансировавших эсэсовцев. Антонеску же расценивал Симу как человека, угрожавшего национальной безопасности, пытавшегося подорвать доверие Германии к Румынии. После провала легионерского мятежа 1941 года, который был подавлен благодаря тому, что Антонеску заручился поддержкой Германии, и так ослабленный кондукэтором Сима окончательно утратил какое-либо серьёзное влияние на политическую сцену Румынии.
Критика в отношении Симы звучала и со стороны его бывших соратников, сидевших с ним в Бухенвальде и обвинявших его в злоупотреблении полномочиями в должности «капитанула», желании сосредоточить всю власть в собственных руках. Несмотря на своё исключение из легионерского движения, Сима продолжал пропаганду от имени Железной гвардии, в ответ на что группа так называемых «прогрессивных» железногвардейцев окрестила претензии Симы на лидерство проявлением «реакции, обречённой на провал». Подобные конфликты приводили к ещё большему расколу железногвардейцев на отдельные группировки с собственными идеологиями, тактиками и лидерами.

## В культуре
- В книге Корнелиу Кодряну «Моим легионерам» фамилия Симы упоминается Кодряну среди его ближайших соратников, поддержавших «капитанула» в моменты его заключения в тюрьме и в дни публичных выступлений в 1932—1933 годах.
- В фильме 1988 года «Дорога к волкам[рум.]» роль Хории Симы исполнил Драгош Пыслару[рум.][79].

## Сочинения
- Europe at the crossroads: war or capitulation?. (с англ. — «Европа на распутье: война или капитуляция?») München: Vestitorii, 1955.
- The Rumanian situation after 19 years of Communist slavery and policies of the western powers, 1944—1963. A declaration by the Rumanian Legionary Movement (с англ. — «Румынская ситуация после 19 лет коммунистического рабства и политика Западных держав, 1944-1963. Декларация Румынского легионерского движения»). Rio de Janeiro, 1963.
- Hunger In Romania (с англ. — «Голод в Румынии»). 1964.
- Articole politice, 1950—1963 (рум. Статьи о политике, 1950-1963). 1967.
- XL anniversary of the foundation of the Rumanian legionary movement, 1927—1967. Declarations of the legionary movement concerning the fate of the free world and the tragedy of the Rumanian people. (с англ. — «40-я годовщина основания Румынского легионерского движения, 1927-1967. Декларации легионерского движения касаемо судьбы свободного мира и трагедия румынского народа») 1968.
- Ce este comunismul? (рум. Что такое коммунизм?) Madrid: Dacia, 1972.
- Histoire du Mouvement Légionnaire. (с фр. — «История легионерского движения») Rio de Janeiro, 1972.
  - The History of the Legionary Movement. Legionary Press, 1995.
- An interview with Horia Sima, Commander-in-chief, Legion of the Achangel Michael. (с англ. — «Интервью с Хорией Симой, командиром Легиона Архангела Михаила») Thule of Palermo, 1977.
- Doctrina legionară (рум. Легионерская доктрина) Madrid: Mişcării Legionare, 1980.
- The Truth About The Legionary Movement (с англ. — «Правда о легионерском движении»)
- The Natural World Order (с англ. — «Естественный мировой порядок»)

### На русском
- А.Немчинов. Олигархи в чёрных мундирах. — Яуза, 2005. — (Досье III Рейха). — ISBN 5-87849-180-X.
- В.Е.Шамбаров. Война. Земной шар раскалывается. Румыния // Фашистская Европа. — М.: Алгоритм, 2014. — (Тайная сила).

### На английском
- Roland Clark. Holy Legionary Youth: Fascist Activism in Interwar Romania. — Ithaca, NY, 2015. — ISBN 9780801456343. — doi:10.7591/9780801456343.
- Nicholas M. Nagy-Talavera[англ.]. The Green Shirts and the Others: A History of Fascism in Hungary and Rumania. — 1970. — ISBN 973-9432-11-5.
- Biographical Dictionary of the Extreme Right Since 1890[англ.] / edited by Philip Rees[англ.]. — 1991. — ISBN 0-13-089301-3.
- Alexander E. Ronnett. Romanian Nationalism: The Legionary Movement. — Chicago: Loyola University Press, 1995. — ISBN 0-8294-0232-2.
- Ilarion Țiu. The legionary movement after Corneliu Codreanu : from the dictatorship of King Carol II to the communist regime (February 1938 - August 1944). — East European Monographs, 2010. — ISBN 9780880336598.
- R. G. Waldeck, Robert D. Kaplan. Athene Palace: Hitler's "New Order" Comes to Rumania. — University of Chicago Press, 2013. — 368 с. — ISBN 9780226086477.

### На румынском
- Horia Sima. Doctrina Legionară. — Madrid: Mişcării Legionare, 1980.
- Liviu Vălenaş. Mişcarea Legionariă - Între Adevăr şi Mistificare / Convorbiri cu Mircea Dimitriu. — Timișoara: Editura Marineasa, 2000.